# Cornélia Metela
Cornélia Metela (em latim: Cornelia Metella; c. 73 a.C.–depois de 48 a.C.) era filha de Quinto Cecílio Metelo Pio Cipião Násica, cônsul da República Romana em 52 a.C., com Emília Lépida. Seu nome aparece em várias fontes literárias, incluindo uma inscrição dedicatória oficial em Pérgamo. Plutarco a descreve como uma bela mulher de bom caráter, letrada e habilidosa na lira. Ela também conhecia muito bem geometria e filosofia.

## Casamento
Cornélia se casou primeiro com Públio Licínio Crasso, filho de Marco Licínio Crasso, em 55 ou 54 a.C., quando ele retornou a Roma depois de servir sob o comando de Júlio César nas Guerras Gálicas. Depois da morte de Crasso na Batalha de Carras, Cornélia tornou-se a quinta esposa de Pompeu em 52 a.C.. Ela foi uma leal seguidora do marido e foi ao seu encontro em Mitilene com o filho do casal Sexto Pompeu depois da derrota na Batalha de Farsalos em 48 a.C.. Juntos fugiram para o Egito, onde Pompeu foi assassinado. Quando César chegou ao Egito e soube do destino do rival, ficou horrorizado e furioso; os culpados foram punidos e Cornélia recebeu as cinzas e o anel sinete do marido. Ela retornou para Roma em seguida e passou o resto de seus dias nas propriedades de Pompeu na Itália.

## Na cultura popular
- Ela aparece na ópera de 1724 Giulio Cesare in Egitto de Georg Friedrich Händel, onde é interpretada por Anastasia Robinson.
- Cornélia é a personagem principal da pela Cornélie de Robert Garnier, e a sua adaptação em língua inglesa, Cornelia, de 1590, por Thomas Kyd.
- Ela é interpretada pela atriz Anna Patrick na primeira temporada da série de televisão Rome.